# モリンダワ・ダウール族自治旗
モリンダワ・ダウール族自治旗（モリンダワ-ダウールぞく-じちき）は、中華人民共和国内モンゴル自治区フルンボイル市に位置する自治旗。モリダワとも。

## 概要
ダウール族を主とした自治旗であり、全国唯一のダウール族自治地域。フルンボイルの最東部、嫩江西岸に位置して、北部は大興安嶺山脈、中部は低山丘陵地。大豆生産が盛んで県級自治体では全国最大級の生産量を誇る。農牧業の他、近年は水力資源、太陽エネルギーの利用が進む。その他、観光業が積極的に発展。
2021年の集中豪雨時には、永安ダム、新発ダムが相次いで決壊する被害が生じたが、事前に住民の避難が行われたため人的被害は生じなかった。

## 行政区画
11鎮、2郷、2民族郷を管轄：
- 鎮：ニルギ（尼爾基）鎮、紅彦鎮、バオシャン（宝山）鎮、ハダヤン（哈達陽）鎮、アルル（阿爾拉）鎮、ハングルグ（漢古爾河）鎮、シャオルト（西瓦爾図）鎮、テンケ（騰克）鎮、クイル・フアルグ（奎勒河）鎮、ターウン・オボ（塔温敖宝）鎮、デンクテ（登特科）鎮
- 郷：クルルククン・トルス（庫如奇郷）、エルグ・トルス（額爾和郷）
- 民族郷：バイン・エヴェンキ族（巴彦鄂温克族）郷、ドゥラル・エヴェンキ族（杜拉爾鄂温克族）郷
- 国営甘河農場、国営バイン（巴彦）農場、国営オウクン・フアルグ（欧肯河）農場、国営東方紅農場

## 交通

### 鉄道
- 中国鉄路総公司
  - 富西線

（チチハル方面）- 哈達陽駅 - 哈力図駅 - 小黒山駅 - 紅彦駅 - 楊木山駅 - 前達拉浜駅- 達拉浜駅 -（漠河方面）

### 道路
- 国道
  - G111国道